# George A. Sawatzky

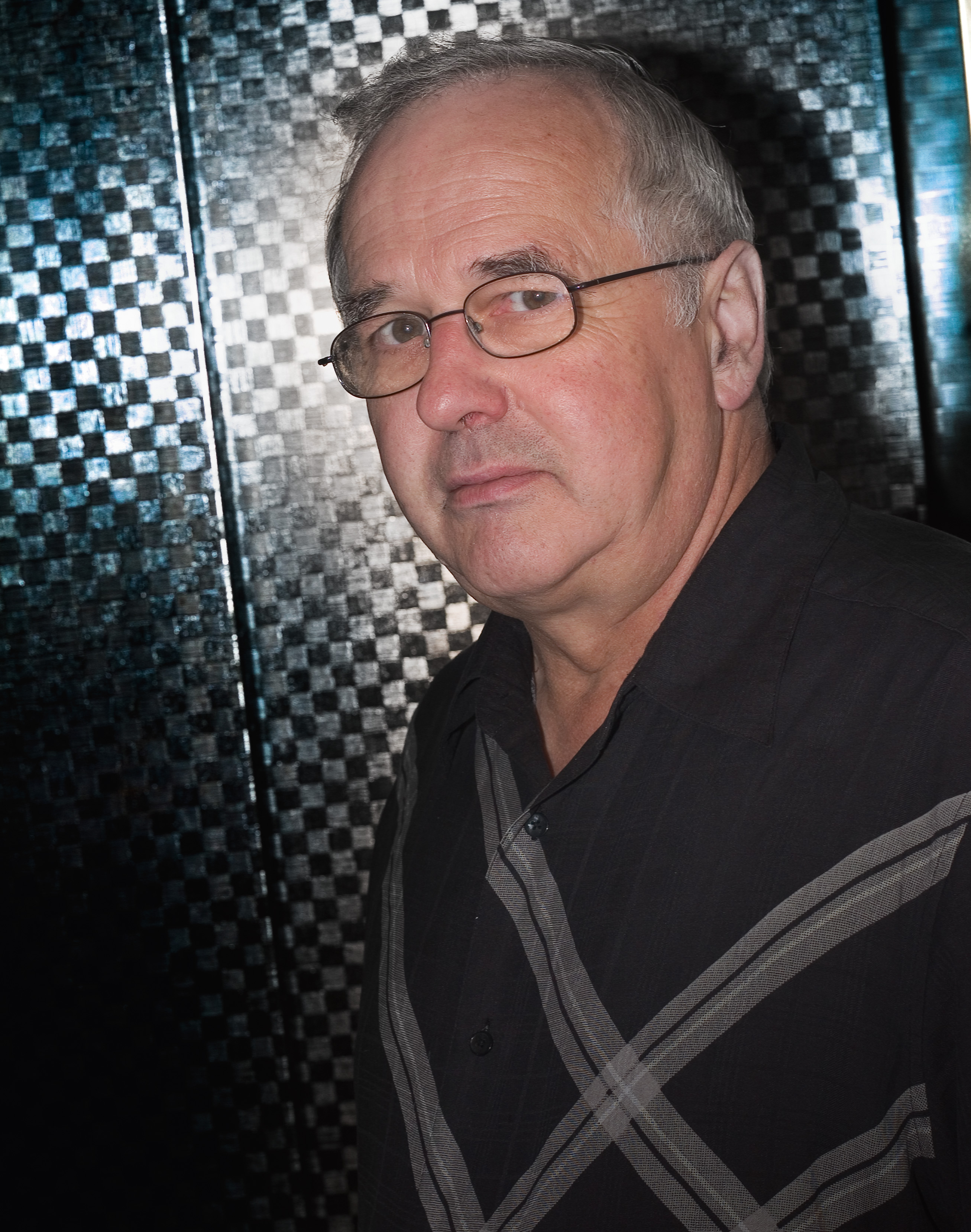
George A. Sawatzky

George Albert Sawatzky (* 16. Mai 1942 in Winkler (Manitoba)) ist ein kanadisch-niederländischer Festkörperphysiker.
Sawatzky studierte an der University of Manitoba Physik (Bachelor 1966) mit der Promotion 1969. Ab 1971 war er Assistenzprofessor und ab 1979 Professor an der Universität Groningen, wo er ab 1986 Direktor des Zentrums für Materialwissenschaften war. Seit 2001 ist er Professor für Physik und Chemie an der University of British Columbia, daneben aber auch noch Professor für Angewandte Physik und Festkörperphysik in Groningen.
Er befasst sich theoretisch und experimentell mit stark korrelierten elektronischen Systemen in Festkörpern wie Hochtemperatursupraleitern, magnetischen nanostrukturierten Materialien, Materialien für die molekulare Elektronik. Experimentell befasst er sich dabei besonders mit der Verwendung von Synchrotronstrahlungsquellen zum Studium von Festkörpern.
Im Jahr 1996 erhielt er den Spinoza-Preis, den höchsten niederländischen Wissenschaftspreis. 2003 wurde er Fellow der American Physical Society. Er ist seit 1991 Mitglied der Königlich Niederländischen Akademie der Wissenschaften und seit 2002 der Royal Society of Canada. 2008 wurde er zum Mitglied (Fellow) der Royal Society gewählt.